# Мелетій Пігас
Мелетій Пігас (Піга́, грец. Πατριάρχης Μελέτιος Πηγάς; 1549, Кандія, Крит — 13 вересня 1601 Александрія, Єгипет) — грецький православний церковний ієрарх в Османській імперії, талановитий проповідник і письменник. Патріарх Александрійський у 1590—1601 роках. Канонізований як святий Православною церквою. День пам'яті 13 вересня.

## Життєпис
Народився в 1549 році в Кандії на острові Крит. Учився в Венеції та Падуї. Прийняв чернецтво на батьківщині, відкрив при монастирі школу давньогрецької мови, яка стала широко відомою. Надалі був настоятелем монастиря, митрополитом у Кирені. Зайняв олександрійський патріарший престол у 1590 р. і знаходився на ньому до своєї смерті в 1601 р. Посідаючи високе ієрархічне становище, в церковній політиці Мелетій проводив турецькі інтереси. В принципі, інакше й не могло бути. У той час всі вищі православні церковні ієрархи, що проживали в Османській імперії, так чи інакше залежали від турецької влади. В інтересах останньої важливим було не допустити консолідації християнських правителів у боротьбі з османами. Оскільки з останніми переважно воювали католики, то турецька влада старалася створити конфлікти між католиками, з одного боку, та протестантами й православними, з іншого. В принципі, робити це було не так і складно, оскільки самі католики нерозумно провокували такі конфлікти (мається на увазі календарна реформа, переслідування ними протестантів і православних в багатьох країнах). Мелетій Пігас був одним із тих східних ієрархів, хто сприяв утвердженню окремого патріаршества в Московії. Під його керівництвом у 1593 р. в Константинополі відбувся православний собор, на якому установили Московську патріархію. Це була своєрідна подачка московитам, щоб вони не пішли на союз із католиками. Також Мелетій Пігас йшов на зближення з протестантами. У середині 90-их рр. XVI ст. він, фактично ставши лідером православних, чимало уваги приділив тому, щоб Київська митрополія не вступила в унію з католиками. Він звертався до руських (українських) можновладців, писав послання.
«Книжка» 1598 р., де була вміщена єдина прижиттєва публікація Івана Вишенського, переважно складався з послань Мелетія. Хтось із русинів мусив його консультувати, а також робити руською мовою переклад його творів. Ймовірно, це був Ісакій Борискович. Міг він до цієї справи залучати також Івана Вишенського.